# Interstate 490 (New York)
Pour les articles homonymes, voir Interstate 490.
L'Interstate 490 (I-490) est une autoroute auxiliaire qui dessert la ville de Rochester, New York. Elle forme une route alternative par le nord à l'I-90 (New York State Thruway), quittant le tracé principal à Le Roy et le rejoignant à Victor, 37,4 miles (60,2 km) à l'est. L'I-490 croise l'I-390 et la NY 390 à l'ouest de Rochester et l'I-590 et la NY 590 à l'est de la ville. L'autoroute fait également partie du segment sud de la Inner Loop, une route de ceinture autour du centre de Rochester. À l'extérieur de la ville, l'I-490 dessert quelques villages suburbains tels Churchville et Pittsford.

## Description du tracé
Se dirigeant vers le nord-est depuis la sortie 47 de l'I-90 (New York State Thruway), l'I-490 passe par des sections rurales de l'est du comté de Genesee et de l'ouest du comté de Monroe, contournant les villages de Bergen et de Churchville. Graduellement, l'autoroute adopte une orientation vers l'est et passe au sud de Chili. À Gates, elle rencontre la NY 531. À cet endroit, l'I-490 bifurque du nord vers l'est et atteint la jonction avec l'I-390 (au sud) et la NY 390 (au nord). Elle passe au-dessus du Canal Érié et se dirige vers le centre-ville.

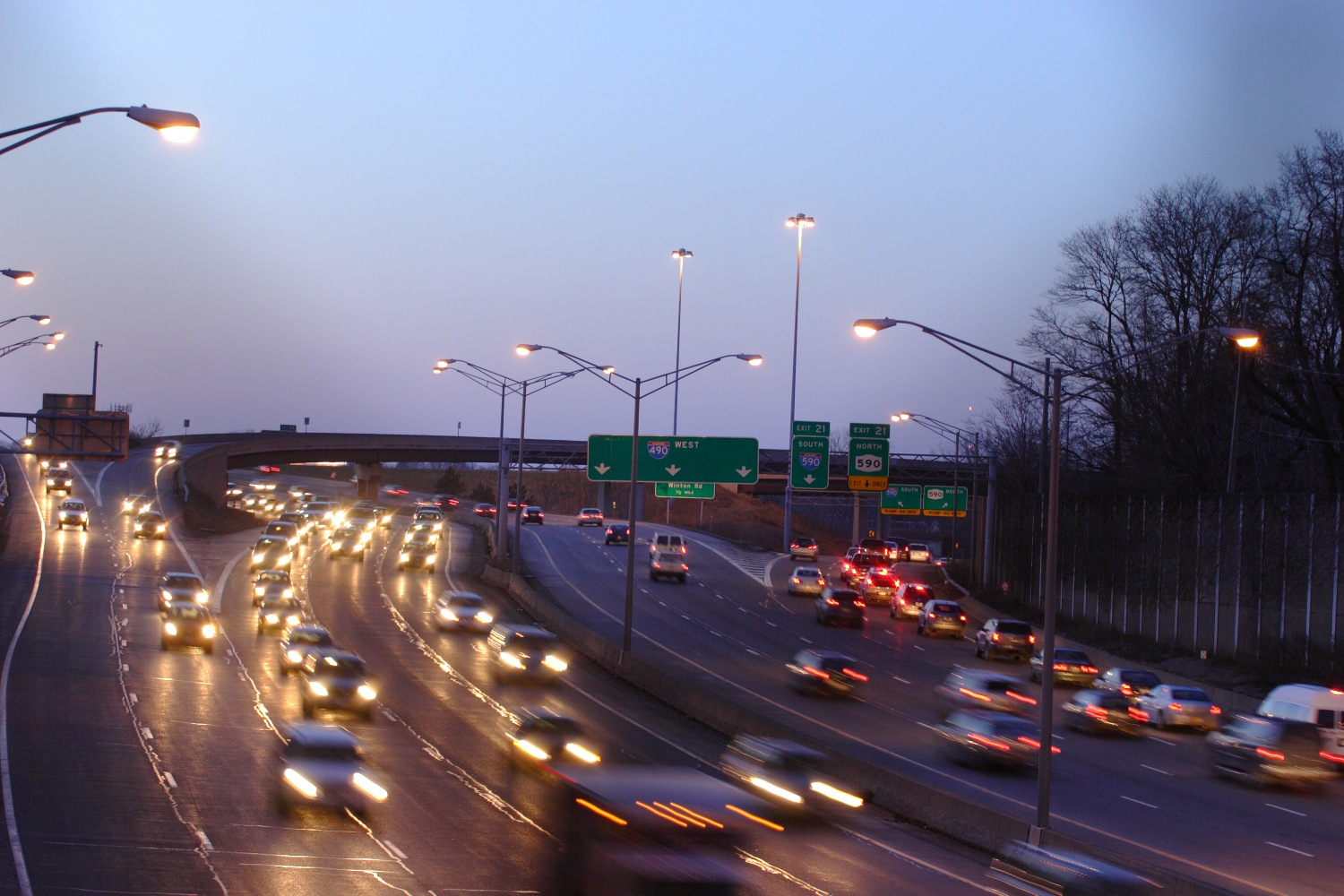
I-490 près de l'échangeur avec l'I-590

L'autoroute parcourt des quartiers résidentiels en direction du centre-ville. En arrivant au centre-ville, elle devient l'embranchement sud de la Inner Loop. Elle passe au sud du centre-ville et traverse la rivière Genesee. De l'autre côté de la rivière, l'I-490 quitte la Inner Loop et continue son trajet vers l'est. Elle traverse d'autres quartiers résidentiels et atteint l'échangeur avec l'I-590 (au sud) et la NY 590 (au nord).
L'I-490 continue vers le sud-est dans les banlieues est de Rochester. Elle passe près de East Rochester, de Pittsford et de Bushnell's Basin. Elle se dirige vers le sud-est en direction de son terminus est à Victor, à la rencontre avec l'I-90.

## Liste des sorties
| Interstate 490            |                           |       |       |        |                                                  |                                                                           |
| Comté                     | Municipalité              | mi    | km    | Sortie | Intersections / Destinations                     | Notes                                                                     |
| Genesee                   | Le Roy                    | 0,00  | 0,00  | —      | I-90 Toll / New York Thruway – Syracuse, Buffalo | Sortie 47 de l'I-90                                                       |
| Genesee                   | Le Roy                    | 0,19  | 0,31  | 1      | NY 19 (en) – Le Roy, Bergen                      |                                                                           |
| Limite Genesee–Monroe     | Limite Le Roy–Riga        | 3,38  | 5,44  | 2      | NY 33 (en) / NY 33A (en) – Bergen, Batavia       |                                                                           |
| Monroe                    | Riga                      | 6,35  | 10,22 | 3      | NY 36 (en) – Churchville                         |                                                                           |
| Monroe                    | Chili                     | 10,78 | 17,35 | 4      | NY 259 (en) – Chili nord, Chili ouest            |                                                                           |
| Monroe                    | Chili                     | 14,09 | 22,68 | 5      | NY 386 (en) – Chili centre                       |                                                                           |
| Monroe                    | Gates                     | 15,78 | 25,40 | 6      | NY 204 (en) est – Aéroport                       |                                                                           |
| Monroe                    | Gates                     | 16,58 | 26,68 | 7      | NY 33 (en) – Gates centre                        | Indiqué sortie 7A (est) et 7B (ouest)                                     |
| Monroe                    | Gates                     | 17,17 | 27,63 | 8      | NY 531 (en) ouest – Spencerport, Brockport       | Sortie en direction est via sortie 7B                                     |
| Monroe                    | Gates                     | 19,02 | 30,61 | 9      | I-390 sud / NY 390 (en) nord – Greece, Aéroport  | Indiqué sortie 9A (nord) et 9B (sud); sortie 20A-B de l'I-390             |
| Monroe                    | Rochester                 | 20,17 | 32,46 | 10     | Mount Read Boulevard                             | Indiqué sortie 10A (sud) et 10B (nord) en direction est                   |
| Monroe                    | Rochester                 | 20,95 | 33,72 | 11     | Ames Street / Child Street                       | Indiqué sortie 11A (Ames Street) et 11B (Child Street) en direction ouest |
| Monroe                    | Rochester                 | 21,85 | 35,16 | 12     | Broad Street / Stadiums                          | Pas de sortie en direction ouest                                          |
| Monroe                    | Rochester                 | 22,25 | 35,81 | 13     | Inner Loop (en) – Centre-ville de Rochester      |                                                                           |
| Monroe                    | Rochester                 | 22,76 | 36,63 | 14     | Broad Street / Plymouth Avenue – Frontier Field  | Sortie direction ouest, entrée direction est                              |
| Monroe                    | Rochester                 | 22,94 | 36,92 | 15     | NY 31 (en) / NY 15 (en) / South Avenue           | Sortie direction ouest, entrée direction est                              |
| Monroe                    | Rochester                 | 23,42 | 37,69 | 16     | Clinton Avenue – Centre-ville de Rochester       | Sortie direction ouest, entrée direction est                              |
| Monroe                    | Rochester                 | 23,92 | 38,50 | 17     | Goodman Street / Broadway                        |                                                                           |
| Monroe                    | Rochester                 | 24,37 | 39,22 | 18     | NY 31 (en) (Monroe Avenue)                       |                                                                           |
| Monroe                    | Rochester                 | 24,91 | 40,09 | 19     | Culver Road                                      |                                                                           |
| Monroe                    | Rochester                 | 25,91 | 41,70 | 20     | Winton Road                                      |                                                                           |
| Monroe                    | Limite Rochester–Brighton | 26,44 | 42,55 | 21     | I-590 sud / NY 590 (en) nord                     | Sortie 5 de l'I-590                                                       |
| Monroe                    | Brighton                  | 27,03 | 43,50 | 22     | Penfield Road                                    | Sortie direction est, entrée direction ouest                              |
| Monroe                    | Brighton                  | 27,82 | 44,77 | 23     | NY 441 (en) (Linden Avenue) – Penfield           |                                                                           |
| Monroe                    | Pittsford                 | 29,14 | 46,90 | 24     | East Rochester                                   |                                                                           |
| Monroe                    | Pittsford                 | 29,55 | 47,56 | 25     | NY 31F (en) – Fairport                           |                                                                           |
| Monroe                    | Perinton                  | 32,13 | 51,71 | 26     | NY 31 (en) – Pittsford, Palmyra                  |                                                                           |
| Monroe                    | Perinton                  | 33,76 | 54,33 | 27     | NY 96 (en) – Bushnell's Basin                    |                                                                           |
| Monroe                    | Perinton                  | 35,05 | 56,41 | 28     | NY 96 (en)                                       | Sortie direction est, entrée direction ouest                              |
| Ontario                   | Victor                    | 37,00 | 59,55 | 29     | NY 96 (en) – Victor                              | Pas de sortie en direction est vers NY 96 nord                            |
| Ontario                   | Victor                    | 37,40 | 60,19 | —      | I-90 Toll / New York Thruway – Albany, Buffalo   | Sortie 45 de l'I-90                                                       |
| - Péage - Accès incomplet |                           |       |       |        |                                                  |                                                                           |